# St. Kilian (Beckstein)

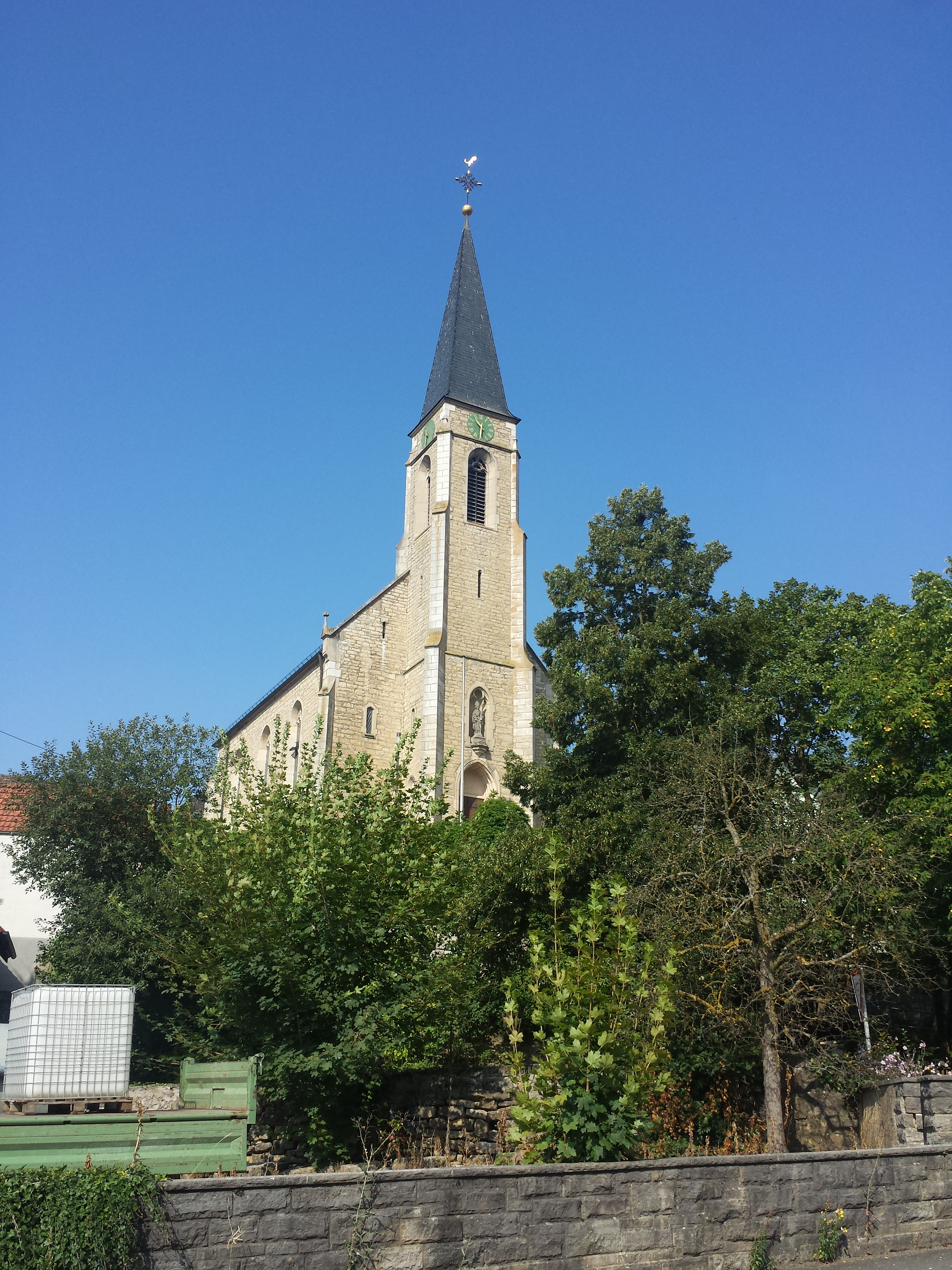
Die Kilianskirche in Beckstein

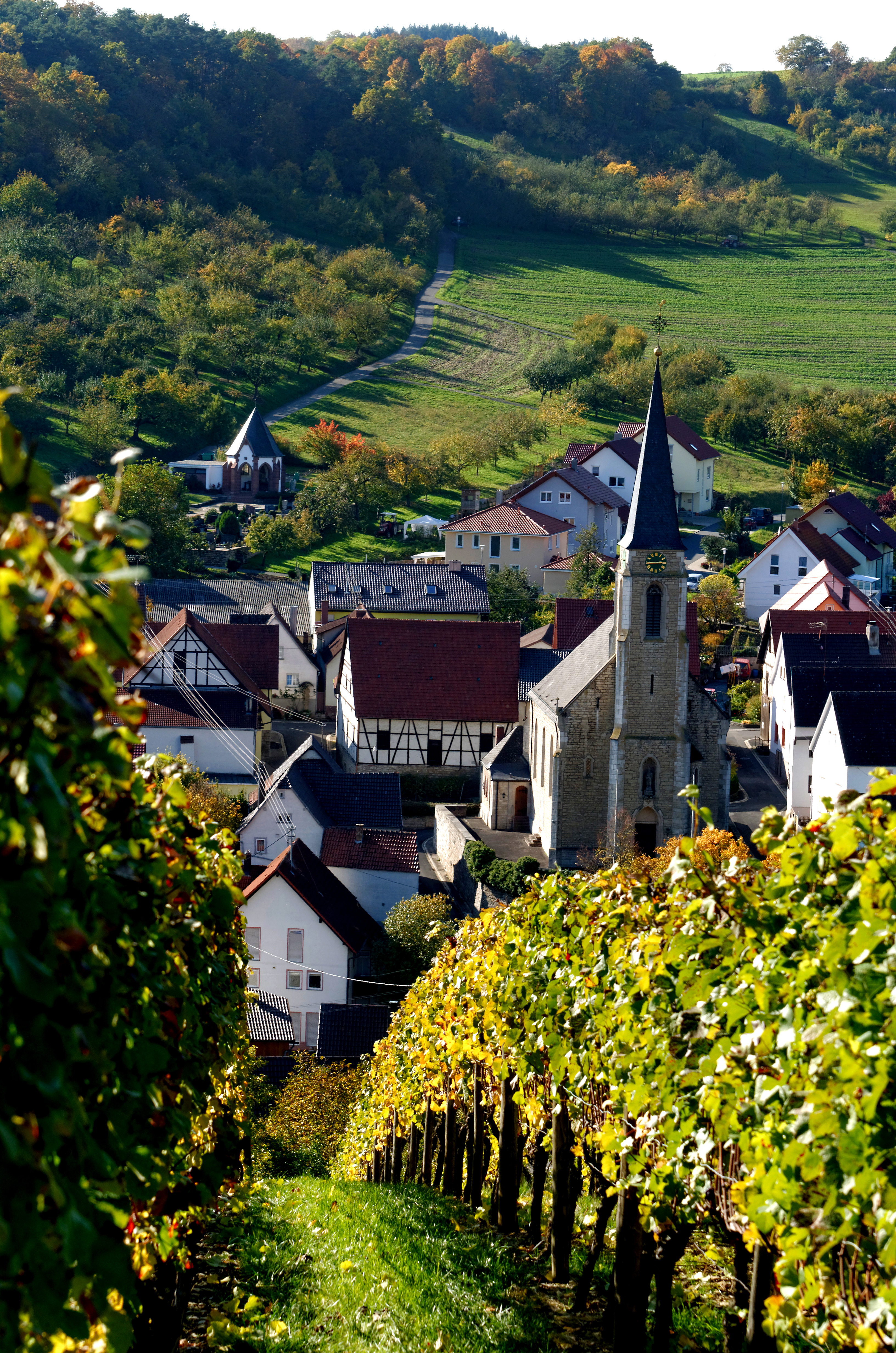
Blick über Beckstein mit der Kirche St. Kilian

Die römisch-katholische Kirche St. Kilian in Beckstein, einem Stadtteil von Lauda-Königshofen im Main-Tauber-Kreis, ist eine Filialkirche der Pfarrgemeinde St. Mauritius in Königshofen.

## Geschichte
Die Becksteiner Kilianskirche wurde von 1914 bis 1919 erbaut. Nach dem Ersten Weltkrieg vergingen zehn Jahre seit Baubeginn, bis die Kirche letztlich am 20. Mai 1924 eingeweiht werden konnte. Dass es bereits eine mittelalterliche Kirche in Beckstein gab, darauf verweist das Grabmal von Mertin Hund von Wenkheim. Dieses Grabmal befindet sich auf der Innenwand der jetzigen Kirche, die 2008 renoviert wurde. Als Fürstbischof Julius Echter von Würzburg sich das Kirchenpatronat von Königshofen kaufte, erwarb er schließlich auch noch das Dorf Beckstein. Echter veranlasste ebenfalls den Neubau der Kirche. Seit 1610 ist bewiesen, dass Beckstein eine Filiale der Pfarrei Königshofen ist. Die Kirche aus der Echter-Zeit wurde im 19. Jahrhundert für zu klein und baufällig bewertet. Die Kirche wurde 1913 durch Pfarrer Karl Schmidt abgerissen und im Jahr darauf wurde direkt mit dem Neubau angefangen. Anschließend dauerte es aufgrund des Ersten Weltkrieges zehn Jahre, bis die Kirche fertiggestellt und schließlich am 20. Mai 1924 feierlich eingeweiht werden konnte. Dieses Projekt wurde tatkräftig in vielfacher Weise durch die Bürger Becksteins mit Geld, Arbeitskraft und Spenden verschiedener Ausstattungsgegenstände unterstützt. Eine Renovierung des Innen- und Außenbereichs erhielt die Kirche von 1966 bis 1968 mit einer völlig neuen Chorraumgestaltung.

## Ausstattung
Es wurde gezielt versucht eine Winzerkirche zu schaffen, sodass beispielsweise die Chorfenster von Sepp Biehler (1925–1973) die Weinbauern bei ihrer Arbeit zeigen und sich an der Tabernakelsäule Rebzweige hinauf ranken. Eine neue Vleugels-Orgel vervollständigte die Ausstattung der Kirche im Jahr 1990. 2008 wurde die Kirche zuletzt renoviert, wobei sie innen in warmen und freundlichen Farbtönen gestrichen wurde. Die liturgischen Orte im Chorraum ergänzt ein Ambo aus Stein.

### Altäre
Auf beiden Seitenaltären befanden sich erst der Kirchenpatron Kilian und der Winzerpatron Urban, welche 1973 durch eine barocke Madonna und eine Hl.-Josef-Figur aus dem ehemaligen Klosterbesitz Gerlachsheims ersetzt wurden.

### Glocken
Die Kirche erhielt 1952 neue geweihte Glocken aus Bronze, gegossen in der Karlsruher Glockengießerei, da die alten Kirchenglocken für die Kriegsrüstung abgegeben werden mussten.
Übersicht
| Glocke | Durchmesser | Gewicht  | Schlagton |
| ------ | ----------- | -------- | --------- |
| 1      | 1023 mm     | 676 kg   | as'-2     |
| 2      | 872 mm      | 376 kg   | b'±0      |
| 3      | 773 mm      | 0264 kg* | c"±0      |
| 4      | 647 mm      | 0156 kg  | es"+1     |